# Crioulo português de Flores
O crioulo português de Flores foi uma língua crioula de base portuguesa falada na ilha de Flores, Indonésia. Atualmente nessa ilha, só na região de Larantuca e Maumere ainda se usam palavras portuguesas. Especificamente em Larantuca, o grupo da Konféria sempre usa a língua portuguesa nas orações e no seu boletim.
No ano de 1512 os portugueses chegaram ao Arquipélago indonésio e começaram a sua colonização. Mas a colonização portuguesa na Indonésia durou pouco tempo porque os holandeses os expulsaram. Os portugueses chegaram na Indonésia por Jacarta, Macáçar, Ternate e Tidore (nas Molucas). Após isso, eles foram para a região de Flores (Solor, Adonara, Larantuca e Maumere) e Timor. Eles ficaram nesta região por muito tempo, mas depois o rei Hassan Hudin com a ajuda dos muçulmanos, de Macáçar, os expulsaram, e eles foram para Oe-Cusse (Timor). De Oecusse eles foram para Díli (Timor-Leste). Por isso, até hoje existem algumas palavras portuguesas ainda em uso na Indonésia, e ao longo da história foram formados inúmeros crioulos neste arquipélago, mas praticamente quase todos já foram extinto, entre eles o crioulo de Flores, atualmente neste ilha só restam traços da cultura portuguesa no costume da população local, tais como religião, culinária, música, etc., em 1999, foi descoberto que as comunidades da Ilha de Flores ainda rezavam num velho português do século XVI que ninguém entendia.

## Resquícios da língua portuguesa em Flores
Muitos resquícios de português ainda são encontrados na ilha de Flores, sobretudo em Larantuca (Flores Oriental) e Maumere (Sica). Trata-se basicamente de reminiscências lexicais, muitas delas relacionadas com o catolicismo. Na maioria esses itens lexicais são usados nas línguas lamahólot e snáing.
Expressões portuguesas usadas na região de Larantuca e Maumere (em lamahólot e snáing):
- Dias da semana (usados até hoje):

Segunda-fera, tersa-fera, kwarta-fera, kinta-fera, sesta-fera, sábadu, domingo.
- Nomes próprios:

Da Silfa, Da Gomes, Joanes Ribéra, Pârera, Da Cuña, Da Lopez, Carvalo, De Rosari, De Ornai, Rita.
- Relação familiar:

Tio/tia, cuñadu/cuñada, pa (pai), ma (mãe), nina (menina), siñu Da Gomes (senhorzinho Gomes, no sentido de pequeno ou de carinho), nina Da Gomes (senhorita Gomes, no mesmo sentido).
- Catolicismo:

Prosesi (procissão), Reña Rosari (santa padroeira de Larantuka), Tuang Mâ (Nossa Senhora), Tuang Deo (Deus), San Domingu, San Juan, konféria (confraria), gereja (igreja), katedral, kapela, paroki, cruz, promesa, kristang (cristão), missa, paji (padre), tuang paji (teu padre, senhor padre).
- Termos do dia a dia:

pasear, jandela, meja, bangku, kadéra, garfu, sâpátu, almari (armário), sem (sem), nyora (senhora), statua (estátua), berok (barco), minyoka (minhoca), redaku, sândál (sandália), ose (você), senyor (senhor: para pessoas que têm autoridade ou para os mais velhos), espada, kamija (camisa), mamonti (prato cheio, como um "monte"), tésta.

## História
Durante os anos de 1510, quando os portugueses chegaram ao maior arquipélago do mundo, a atual Indonésia. Estabeleceram ao longo do arquipélago diversas feitorias.
Em algumas ilhas mais dispersas, como Flores, a presença portuguesa prolongou-se até o ano de 1856, tendo deixado marcas profundas na cultura local.
Em Larantuca e Sica, na ilha de Flores, Indonésia, o português sobrevive nas tradições religiosas e na comunidade Topasse (os descendentes dos homens portugueses com as mulheres nativas) utilizam-no nas suas preces. Aos sábados, as mulheres de Larantuca rezam o rosário numa forma corrompida da língua portuguesa. Na área de Sica, no Leste de Flores, muitas pessoas são descendentes de portugueses e ainda (???) usam esta língua. Existe uma Confraria chamada de "Reinja Rosari". Portugal retirou-se da ilha em 1859.